# 始光
始光（しこう）は、南北朝時代の北魏において、太武帝の治世に使用された元号。424年正月 - 428年正月。

## 西暦・干支との対照表
| 始光 | 元年  | 2年   | 3年   | 4年   | 5年   |
| 西暦 | 424年 | 425年 | 426年 | 427年 | 428年 |
| 干支 | 甲子  | 乙丑  | 丙寅  | 丁卯  | 戊辰  |